# Ліпіни (гміна Пшесмики)
Ліпіни (пол. Lipiny) — село в Польщі, у гміні Пшесмики Седлецького повіту Мазовецького воєводства.
Населення — 144 особи (2011).
У 1975-1998 роках село належало до Седлецького воєводства.

## Демографія
Демографічна структура станом на 31 березня 2011 року:
|          | Загалом | Допрацездатний вік | Працездатний вік | Постпрацездатний вік |
| -------- | ------- | ------------------ | ---------------- | -------------------- |
| Чоловіки | 70      | 10                 | 40               | 20                   |
| Жінки    | 74      | 11                 | 33               | 30                   |
| Разом    | 144     | 21                 | 73               | 50                   |